# Cratipo de Pérgamo
Cratipo de Pérgamo o Cratipo de Mitilene (s. I a. C.) fue un filósofo griego.
Fue discípulo de Aristo, hermano de Antíoco de Ascalón y partidario en sus primeros tiempos de las doctrinas a la sazón dominantes en la Academia Platónica, que estaba pasando de un período escéptico a uno "dogmático". Enseñó en Mitilene, donde conoció a Pompeyo cuando este se refugió allí tras la batalla de Farsalia. Como Aristo, Cratipo fue amigo de Cicerón y fue maestro de Horacio, de Bruto y del hijo de Cicerón. Siguiendo luego a Andrónico de Rodas, se inclinó hacia el aristotelismo y fue escolarca en Atenas entre 88 y el 68 a. C. Obtuvo la ciudadanía romana.
Admitía la adivinación cuando esta provenía través de los sueños y del delirio profético. En cambio rechazaba cualquier otro tipo de adivinación.  